# Telicomys
Il telicomio (gen. Telicomys) è un grande roditore estinto, vissuto nel Pliocene (circa 4 milioni di anni fa). In suoi resti sono stati rinvenuti in Sudamerica, in particolare nella Formazione Solimões del Brasile .

## Un roditore gigante
Durante il Pliocene, in Sudamerica, i roditori conobbero una notevole diversificazione, producendo anche forme giganti. Tra queste, il telicomio raggiungeva un peso compreso tra 200 e 500 Kg; possedeva zampe allungate e probabilmente questa caratteristica era un adattamento a muoversi velocemente. Il cranio, come quello della maggior parte dei roditori, era dotato di lunghi incisivi; i molari erano in numero di quattro per ogni osso mascellare e ramo mandibolare. Si presume che questo animale, al contrario di altri roditori giganti come Phoberomys, vivesse in ambienti secchi, anche se le prove fossili sono molto scarse per produrre ipotesi riguardanti la sua biologia. La specie più nota è Telicomys giganteus, lungo un paio di metri, ma di dimensioni ancora maggiori doveva essere Telicomys gigantissimus.